# Arkansas RimRockers
Arkansas RimRockers es el nombre de uno de los equipos de la liga menor de baloncesto NBA Development League con base en Little Rock, Arkansas. El emblema se compone de un balón de baloncesto tricolor rojo, azul y blanco que pasa a través de un aro.

## Historia de la franquicia
Comenzaron a jugar en la temporada 2004-05 en la American Basketball Association (ABA). Lograron un balance de 32 victorias y 5 derrotas, proclamándose campeones en su primera temporada. Poco después de la consecución del título anunciaron que jugarían en la temporada 2005-2006 en la NBA Development League. 
El 10 de febrero de 2006 el equipo despidió a Joe Harge, único entrenador del equipo hasta aquel momento. Su sustituto fue Andy Stoglin. 
Stoglin dijo que llevaría consigo un estilo muy distinto que comenzaba con una rígida disciplina. Se incorporó a la franquicia en calidad de asistente durante la temporada 2005-2006 tras llevar a los Mississippi Stingers a las semifinales de la ABA, donde los Stingers perdieron con Arkansas. Stoglin ha estado entrenando desde 1969, incluyendo 13 temporadas consecutivas en la Universidad de Jackson State. 

## Jugadores importantes

### Antiguos RimRockers ahora en la NBA
- Pape Sow
- Jamario Moon